# Bursaria calcicola
Bursaria calcicola là một loài thực vật có hoa trong họ Pittosporaceae. Loài này được L.W.Cayzer, Crisp & I.Telford mô tả khoa học đầu tiên năm 1999.